# Herb Różana
Herb Różana – jeden z symboli miasta Różan i gminy Różan w postaci herbu.

## Wygląd i symbolika
Herb przedstawia na czerwonej tarczy różę białą, z pięcioma zielonymi listkami.
Symbolika herbu nawiązuje do nazwy miasta czyli jest to herb mówiący.

## Historia
Najstarszy odcisk pieczęci miasta pochodzi z 1436, jednak ślad odcisku jest nieczytelny. Obecny wizerunek herbowy pochodzi z 1918.